# Little Wolf
Little Wolf – miasto w Stanach Zjednoczonych, w stanie Wisconsin, w hrabstwie Waupaca.